# Solución final de la cuestión checa

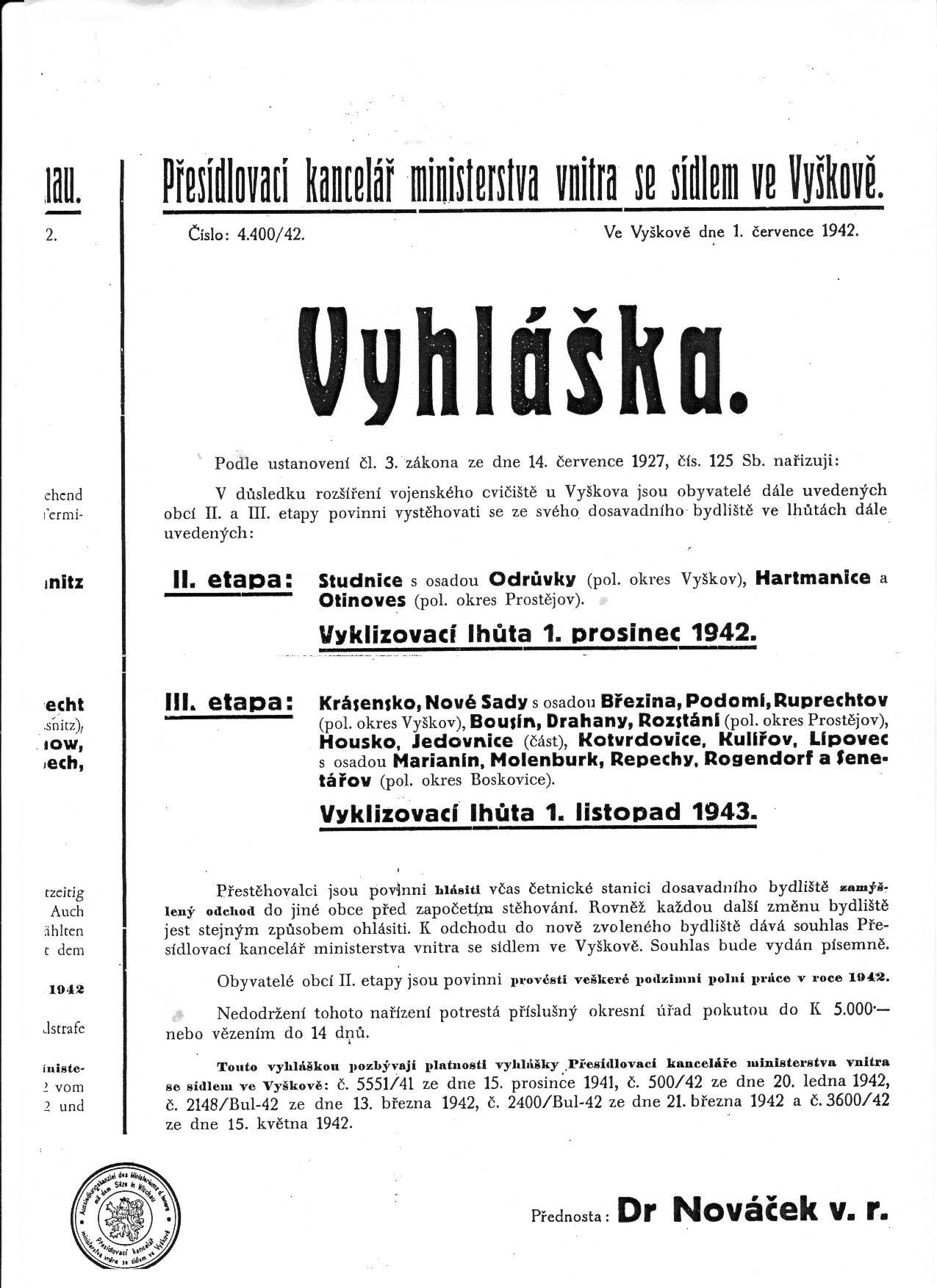
Declaración (versión en checo) de la orden de desplazamiento de 33 municipios en las tierras altas de Drahan.

La solución final de la cuestión checa (en alemán: Endlösung der tschechischen Frage) fue el plan nazi para la germanización completa del Protectorado de Bohemia y Moravia. El sociólogo y antropólogo alemán Karl Valentin Müller afirmó que gran parte de la nación checa era racialmente aria y podía ser germanizada. Esto estaba en marcado contraste con la solución final de Alemania de la cuestión judía. Sin embargo, Müller afirmó que la germanización debía tener lugar sin coerción; en cambio, sugirió un sistema de incentivos sociales.
El 27 de septiembre de 1941, Reinhard Heydrich fue nombrado Protector Adjunto del Reich del Protectorado de Bohemia y Moravia (la parte de Checoslovaquia incorporada al Reich el 15 de marzo de 1939) y asumió el control. El Protector del Reich, Konstantin von Neurath, siguió siendo el titular pero fue enviado a "irse" porque Hitler, Himmler y Heydrich sintieron que su "acercamiento suave" a los checos había promovido el sentimiento antialemán y alentado la resistencia a través de huelgas y sabotaje. En su cita, Heydrich dijo a sus ayudantes: "Germanizaremos a las alimañas checas".
Heydrich fue a Praga para hacer cumplir esa política: luchar contra la resistencia al régimen nazi y mantener las cuotas de producción de motores y armas checas que eran "extremadamente importantes para el esfuerzo de guerra alemán". Él vio el área como un baluarte de Germandom y condenó las "puñaladas en la espalda" de la resistencia checa.
Para promover sus objetivos, Heydrich decretó la clasificación racial de aquellos que podían y no podían ser germanizados. Explicó: "Convertir esta basura checa en alemanes debe ceder el paso a métodos basados en el pensamiento racista". Las encuestas raciales, realizadas con el pretexto de la prevención de la tuberculosis, encontraron que los checos eran más nórdicos que los alemanes de los Sudetes, los prusianos orientales y muchos austriacos y bávaros. Estos resultados se mantuvieron en secreto. En 1940 Hitler acordó que alrededor de la mitad de la población checa era adecuada para la germanización, mientras que los "tipos mongoloides" y la intelectualidad checa no debían ser germanizados y debían ser "privados de su poder, eliminados y enviados fuera del país por todo tipo de métodos".
Bajo el Generalplan Ost, los nazis tenían la intención de desplazar a la población no germanizable a Siberia. Sin embargo, debido a la necesidad de mano de obra del esfuerzo de guerra, este plan nunca se implementó.